# 茱莉法丽达
杜潘茱莉法丽达（1944年11月25日—2021年5月30日），是马来西亚资深女演员。她曾和已故巨星比·南利在电影《Keluarga 69》合作。2021年5月30日，在怡保班台医院去世，享年77岁。

## 生平
1944年11月25日，出生于彭亨州文冬。踏入演艺圈后，她因在比·南利执导的电影《Keluarga 69》中扮演法丽达（Faridah）角色而闻名。结婚后便退出演艺圈。
2021年5月31日离世，享年77岁。

## 个人生活
茱莉法丽达嫁给高级警官Azizul Hassan，育有两女一子。儿子Mohammad Yaakob与玻璃市州王室公主结婚。